# Hitcham (Buckinghamshire)
Hitcham – wieś w Anglii, w hrabstwie Buckinghamshire, w dystrykcie (unitary authority) Buckinghamshire.